# Son de Sol
Son de Sol – hiszpański zespół muzyczny, założony w 1999 roku przez trzy siostry: Sole, Esperanzę i Lolę García de Soria.
W 2005 roku reprezentowały Hiszpanię w 50. Konkursie Piosenki Eurowizji w Kijowie.

## Historia zespołu
Zespół Son de Sol został założony w 1999 roku w Éciji przez trzy siostry: Sole, Esperanzę i Lolę García de Soria, które zostały wychowane w rodzinie pełnej wokalistów i tancerzy flamenco. W 1999 roku nagrały i wydały swój debiutancki album studyjny, zatytułowany De fiesta por sevillanas. Album został sprzedany jedynie w ok. 100 egzemplarzach.
W 2002 roku wydały drugi album studyjny, zatytułowany Callejuela.
W 2005 roku z piosenką „Brujería” zakwalifikowały się do udziału w hiszpańskich eliminacjach eurowizyjnych. W marcu wystąpiły w półfinale selekcji i awansowały do finału, w którym zajęły pierwsze miejsce w głosowaniu telewidzów, dzięki czemu zostały wybrane na reprezentantki Hiszpanii w 50. Konkursie Piosenki Eurowizji w Kijowie. Na początku maja wydały trzeci album studyjny, zatytułowany Brujería. 21 maja wystąpiły w finale Eurowizji jako dziesiąte w kolejności i zajęły 21. miejsce.
W kwietniu 2008 roku wydał czwarty album studyjny, zatytułowany Directo a ti.

## Dyskografia
Albumy studyjne
- De fiesta por sevillanas (1999)
- Callejuela (2002)
- Brujería (2005)
- Directo a ti (2008)

Single
- 2005 – „Brujería”